# Bardigiano
Bardigiano är en hästras av ponnytyp som härstammar från bergsområdet Apenninerna i Italien. Bardigianon är väldigt välutvecklad och räknas som en ponny med riktigt hög kvalitet, även om den inte är så välkänd utanför Italien. Rasen räknas även som en vacker hästras med ett typiskt ponnyhuvud. Efter att rasen kraftigt försämrats efter andra världskriget har man sedan 1972 återuppbyggt stammen och lyckats höja kvalitén på rasen.

## Historia
Under antiken hade Italien inga lokalt avlade eller inhemska hästar och man importerade hästar från bland annat Persien, Spanien och det som då kallades Noricum, idag Österrike. I Noricum fanns en typ av häst som hade levt där sedan urminnes tider, som italienarna kallade för abellinum. Bland annat kommer den österrikiska haflingern från dessa hästar. Man tror med största säkerhet att Bardigianon har samma stamfader som haflingern och den italienska varianten av haflingern, avelignese. Båda raserna har sin stamfader i en hingst vid namn El Badavi som var ett arabiskt fullblod. Dessa abelliumhästar fördes troligtvis in i Italien av barbarer efter att det romerska riket hade stupat. Bardigianon har även mycket gemensamt en del engelska ponnyraser som exmoorponnyn och dalesponnyn, samt den spanska bergsrasen asturconponny.
Under första- och andra världskriget utsattes bardigianon för kraftig utavel då de främst användes för att producera mulor. Antalet renrasiga bardigianoponnyer sjönk mycket kraftigt och hela rasen försämrades. För att få bukt med problemet försökte uppfödarna att korsa in en stor mängd hingstar av flera olika raser, något som blev ett dyrt misstag då bardigianon förlorade sitt säregna utseende och istället föddes upp i en mängd olika varianter.
1972 bildades en kommitté som hade till uppgift att återskapa den gamla rasen, en uppgift som man lyckades väl med. Bardigianon växte fram i bergen Apenninerna där de fortfarande avlas men hästarna har än idag ingen sluten stambok. Rasen har ständigt förbättrats och troligen bevarats tack vare hjälp av selektiv avel. Men trots att rasen är så pass gammal blev den inte erkänd förrän 1977 av myndigheterna och fick ingen stambok förrän då.

## Egenskaper
Bardigianon utmärks av ett vackert huvud som har tydliga arabiska och orientaliska drag som exempelvis lätt inåtbuktande eller rak nosrygg och liten mule. Rasen har en ganska kraftig framdel med grov bog och tjock hals. Ryggen kan vara platt eller ibland lite svankig, men stark och väl musklad. Halsen är lätt välvd med en kraftig och väl tilltagen man. 
Ponnyerna är oftast mörka t.ex. mörkbruna, svartbruna eller svarta. Ljusa färger är inte tillåtet och hästarna får inte heller ha stora vita tecken i ansiktet eller på benen. Enbart smala bläsar eller mindre tecken i ansiktet eller bentecken som inte når högre upp än halva skenbenet får förekomma. Svansen kan även vara lockig och ponnyerna kan ha små tofsar med hovskägg på benen.
Bardigianon har primitiva egenskaper, till exempel värms inandningsluften upp innan den kommer ner i lungorna vilket är typiskt för primitiva ponnyraser och bergshästar. Andra typiska egenskaper är att de är säkra på foten och har ett lugnt och välhanterligt temperament.